# Columbia (Maryland)
Columbia é uma Região censo-designada localizada no estado americano de Maryland, no Condado de Howard.

## Demografia
Segundo o censo americano de 2000, a sua população era de 88.254 habitantes.

## Geografia
De acordo com o United States Census Bureau tem uma área de
71,7 km², dos quais 71,4 km² cobertos por terra e 0,3 km² cobertos por água.

## Localidades na vizinhança
O diagrama seguinte representa as localidades num raio de 12 km ao redor de Columbia.